# Aporophyla canescens
Aporophyla canescens is een vlinder uit de familie uilen (Noctuidae). De wetenschappelijke naam is voor het eerst geldig gepubliceerd in 1826 door Duponchel.
De soort komt voor in Europa.